# Herdtiefe
Als Herdtiefe eines Erdbebens wird in der Geophysik die Tiefe jener Gesteinsformation verstanden, die das Beben durch eine ruckartige Bewegung der Schichten auslöst. Sie fällt i.a. mit der Tiefe des Hypozentrums zusammen.
In den meisten Bebengebieten der Erde haben die Herdtiefen charakteristische Werte, die vom geologischen Aufbau der dortigen Erdkruste abhängen, bei tieferen Bebenherden auch von der Grenze zum oberen Erdmantel. Beispielsweise sind
- in der Plattentektonik Herdtiefen von einigen Dutzend Kilometern häufig, die jedoch
- in Subduktionszonen bis über 100 km Tiefe reichen können;
- in Sedimentbecken herrschen hingegen Herdtiefen im Bereich einiger Kilometer vor.

Die Herdtiefe lässt sich durch genaue Analysen der seismischen Wellen bestimmen, wenn diese durch simultane Messungen mehrerer weit voneinander entfernter Seismografen aufgezeichnet werden – siehe Laufzeitmessung. Genähert kann die Tiefe eines Bebenherdes auch aus einer Kartierung der Isoseisten und einer daraus ableitbaren Beziehung zwischen der Intensität des Bebens und den Radien der Erschütterungsgebiete berechnet werden.
Der Begriff „Herdtiefe“ wird vereinzelt auch für den Ausgangspunkt eines Vulkanausbruchs verwendet, die sogenannte Magmakammer.